# Hạt (hành chính)

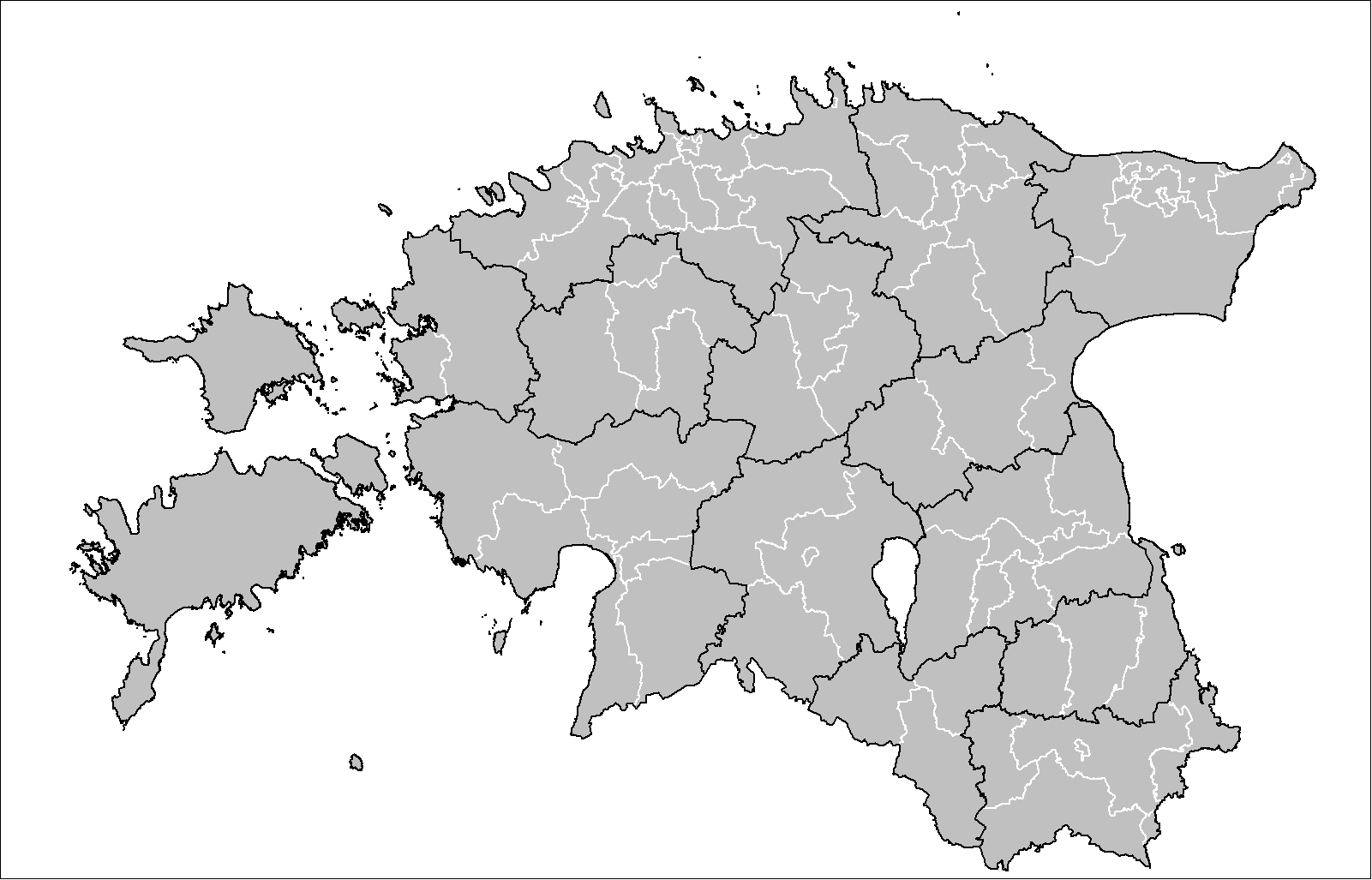
Các hạt của Estonia

Hạt (hay quận) là một khu vực địa lý của một quốc gia được sử dụng cho mục đích hành chính hoặc các mục đích khác ở một số quốc gia hiện đại. Thuật ngữ này có nguồn gốc từ tiếng Pháp cổ điển conté hoặc cunté biểu thị một khu vực tài phán thuộc chủ quyền của một bá tước hoặc một tử tước. Các từ tương đương trong các ngôn ngữ khác, bắt nguồn từ tương đương với "count" (bá tước), hiện nay hiếm khi được sử dụng chính thức, bao gồm comté, contea, contado, comtat, condado, Grafschaft, graafschap và zhupa trong các ngôn ngữ Slavic; Các thuật ngữ tương đương với các thuật ngữ hành chính bằng tiếng Anh như municipality (đô thị), district (huyện), circuit (đạo hay lộ) and commune/community (xã/cộng đồng) giờ đây thường được sử dụng thay thế.
Thuật ngữ "hạt" được phát triển để chỉ định một cấp chính quyền địa phương nằm ngay bên dưới chính phủ quốc gia, trong một hệ thống chính quyền đơn nhất (không liên bang). Hạt sau đó cũng được sử dụng theo cách khác nhau trong một số hệ thống chính quyền liên bang, mang nghĩa một bộ phận hành chính địa phương trực thuộc một đơn vị phụ quốc gia, chẳng hạn như Tỉnh (ví dụ: Canada) hoặc một Bang (ví dụ: Hoa Kỳ); ở những quốc gia này, hạt là đơn vị lãnh thổ cấp 3 (NUTS 3).
Ở Hoa Kỳ và Canada, được thành lập 600 năm sau theo truyền thống của Anh, các quận thường là một bộ phận hành chính được thiết lập bởi các ranh giới địa lý thuận tiện, trong đó người quản trị có một số quan chức nhất định (ví dụ như cảnh sát trưởng và các sở của họ) như một bộ phận của các cơ chế của bang và tỉnh, bao gồm hệ thống tòa án chung về mặt địa lý.
Một hạt có thể được chia nhỏ hơn nữa thành các quận (district), hundred (không có nghĩa dịch chính xác), xã (township) hoặc các khu vực tài phán hành chính khác trong hạt đó. Một hạt thường, nhưng không phải luôn luôn, chứa các thành phố, thị trấn, xã dân sự, làng mạc hoặc các tập đoàn thành phố trực thuộc trung ương khác, hầu hết các trường hợp là một số cấp dưới hoặc phụ thuộc vào chính quyền quận. Tùy thuộc vào quốc gia, đô thị và địa lý địa phương, các thành phố có thể chịu sự kiểm soát trực tiếp hoặc gián tiếp của hạt - các chức năng của cả hai cấp thường được hợp nhất thành chính quyền thành phố khi khu vực này đông dân cư.

## Hoa Kỳ
Các đơn vị hành chính theo thứ tự cấp bậc như sau: dưới quốc gia Hoa Kỳ là các tiểu bang, dưới mỗi tiểu bang là hạt (county). Nơi đông người Việt nhất ở Hoa Kỳ được gọi là Quận Cam (Orange County), một khu vực rộng lớn có trên 30 thành phố. Đôi khi thuật từ "quận" cũng được dùng để dịch từ county trong tiếng Anh.